# Debellatio

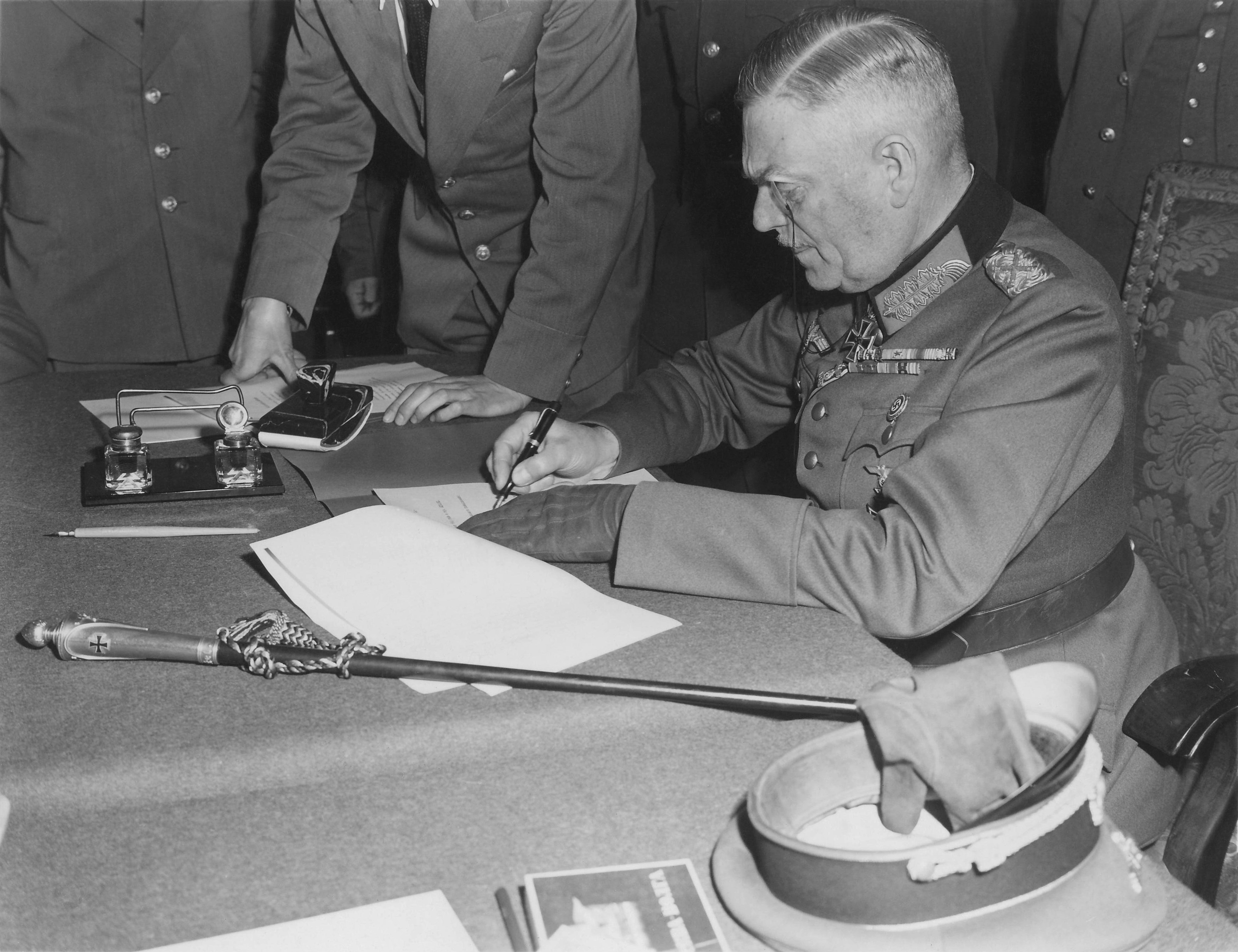
El Mariscal de Campo Wilhelm Keitel firma la rendición incondicional de la Wehrmacht en la sede de la Unión Soviética en Karlshorst, Berlín.

La debellatio (del latín dēbellō ‘conquistar, subyugar’, y este de bellō, de bellum ‘guerra’) designa el final de la guerra causada por la destrucción por completo a un Estado hostil.
En algunos casos la debellatio termina con una disolución completa y la anexión del Estado derrotado al territorio nacional del vencedor, tal como ocurrió a finales de la tercera guerra púnica con la derrota de Cartago por Roma en el siglo II a. C.
La rendición incondicional del Tercer Reich ―en sentido estricto sólo la Wehrmacht― a finales de la Segunda Guerra Mundial fue en su momento aceptada por la mayoría de las autoridades como un caso de debellatio pues terminó con la completa disolución del Reich alemán, incluyendo todas las oficinas, y los dos estados alemanes que se crearon en su lugar, Alemania Occidental y Alemania Oriental. Otras autoridades han argumentado en contra de que, como la mayor parte del territorio que componía Alemania antes de la Anschluss no se adjuntó, y la población todavía existía y los vestigios del estado alemán continuaban existiendo a pesar de que el Consejo de control aliado regía el territorio y que, finalmente, un gobierno alemán plenamente soberano se reanudó en un estado que nunca dejó de existir.

## Para leer más
- Anne Armstrong. "Unconditional Surrender: The Impact of the Casablanca Policy upon World War II", Greenwood Pub Group 1974, ISBN 0-8371-7042-7
- Brett H. McGurk A Lawyer in Baghdad(PDF) Footnote I on Page 3: argues that "The unconditional surrender of Germany and Japan supported the application of debellatio, a concept that is discredited in the international legal community and would not easily transfer to Iraq. No Coalition member, in any event, argued that debellatio applied in Iraq."
- Max Rheinstein. The Legal Status of Occupied Germany Michigan Law Review, Vol. 47, n.º 1 (Nov., 1948), pp. 23–40 doi:10.2307/1284507
- Gerry Everding U.S. rules Iraq under international law doctrine of 'debellatio' and will until stable government is formed reprints an article by Victor T. Le Vine in the St. Louis Post-Dispatch on Sunday, February 22, 2003.
- Sir Robert Jennings presiding over a public sitting held on 22 June 1993 in the International Court of Justice for the case Territorial Dispute (Libyan Arab Jamahiriya/Chad) Professor Bowett speaking for Libya states "debellatio — the end of hostilities brought about by the complete subjugation of the enemy"
- ICRC Commentary on Protocol Additional to the Geneva Conventions of 12 August 1949, and relating to the Protection of Victims of International Armed Conflicts (Protocol I), 8 June 1977. Commenting on the term "The general close of military operations" in Article 3.b of Protocol I the ICRC states in their commentary in footnote 5 "Some of the literature refers to this situation ['The general close of military operations' when the occupation of the whole territory of a Party is completed, accompanied by the effective cessation of all hostilities, without the necessity of a legal instrument of any kind] as 'debellatio', but this is a narrower interpretation of the term than other publicists ascribe to it. On the concept of 'debellatio' and the various definitions of this term, cf. K.U. Meyn, 'Debellatio', in R. Bernhardt (ed.) [Encyclopaedia of Public International Law], Instalment 3, p. 145;"
- Melissa Patterson. Who’s Got the Title? or, The Remnants of Debellatio in Post-Invasion Iraq, Harvard International Law Journal Volume 47, Number 2, Summer 2006
- Adam Roberts. Transformative military occupation: applying the laws of war and human rights, 100 The American Journal of International Law. vol 100 pp. 580–622 (2006)
- Ruth Wedgwood. Judicial Overreach(PDF) Wall Street Journal November 16, 2004

- Datos: Q971076